# Walancina Łukaszonak
Walancina Mikałajeuna Łukaszonak (biał. Валянціна Мікалаеўна Лукашонак, ros. Валентина Николаевна Лукашёнок, Walentina Nikołajewna Łukaszonok; ur. 1 października 1952 w Mińsku) – białoruska filolog i polityk, w latach 2008–2012 deputowana do Izby Reprezentantów Zgromadzenia Narodowego Republiki Białorusi IV kadencji.

## Życiorys
Urodziła się 1 października 1952 roku w Mińsku, w Białoruskiej SRR, ZSRR. Ukończyła studia na Wydziale Filologii Białoruskiego Uniwersytetu Państwowego, uzyskując wykształcenie filologa. Pracowała jako starsza wychowawczyni pionierów, zastępczyni dyrektora Szkoły Średniej Nr 132 w rejonie frunzeńskim miasta Mińska, inspektor rejonowego oddziału edukacji narodowej rejonu frunzeńskiego miasta Mińska, dyrektor Szkoły Średniej Nr 179 w tym samym rejonie, zastępczyni szefa administracji rejonu frunzeńskiego miasta Mińska. Była deputowaną do Mińskiej Miejskiej Rady Deputowanych.
27 października 2008 roku została deputowaną do Izby Reprezentantów Zgromadzenia Narodowego Republiki Białorusi IV kadencji z Sucharzewskiego Okręgu Wyborczego Nr 102. Pełniła w niej funkcję zastępczyni przewodniczącego Stałej Komisji ds. Prawodawstwa i Kwestii Sądowo-Prawnych. Od 13 listopada 2008 roku była członkinią Narodowej Grupy Republiki Białorusi w Unii Międzyparlamentarnej.

## Odznaczenia
- Gramota Pochwalna Zgromadzenia Narodowego Republiki Białorusi;
- Gramota Pochwalna Rady Ministrów Republiki Białorusi;
- Gramota Pochwalna Ministerstwa Ochrony Zdrowia Republiki Białorusi;
- Gramota Pochwalna Ministerstwa Oświaty Republiki Białorusi;
- Gramota Pochwalna Mińskiego Miejskiego Komitetu Wykonawczego;
- Gramota Pochwalna Mińskiej Miejskiej Rady Deputowanych;
- Odznaka „Wybitny Pracownik Oświaty”;
- Odznaka „Za Rozwój Kultury Fizycznej w Republice Białorusi”;
- Podziękowanie Prezydenta Republiki Białorusi[1].